# Bulstrode Park
Pour les articles homonymes, voir Bulstrode.
Bulstrode est une maison de campagne anglaise et son grand parc, située au sud-ouest de Gerrards Cross, dans le Buckinghamshire. Le domaine s'étend sur Chalfont St Peter, Gerrard's Cross et Fulmer, et est antérieur à la conquête normande. Son nom pourrait provenir des mots anglo-saxons burh (marais) et stród (fort). Le parc et le jardin sont classés Grade II*. 

## Première maison

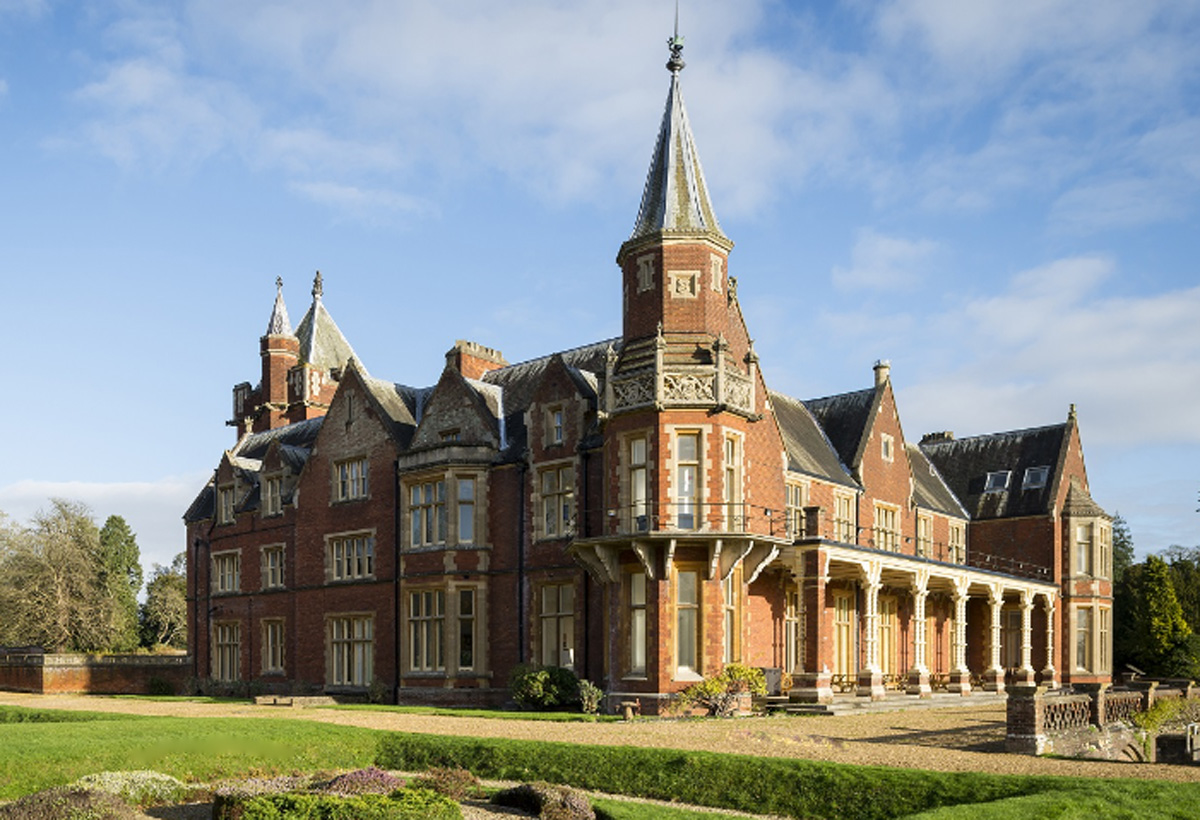
Manoir de Bulstrode Park

La maison d'origine est construite pour le tristement célèbre juge Jeffreys en 1686. Elle est vendue à Hans Willem Bentinck (1er comte de Portland), qui en fait l'une de ses résidences principales et y meurt en 1709. Dans les années 1740, l'architecte et constructeur Stiff Leadbetter (en) modifie considérablement la maison pour le 2e duc de Portland. Le 3e duc commande d'autres remodelages et ajouts, notamment l'aile ouest crénelée, sur les plans de James Wyatt, entre 1806 et 1809.

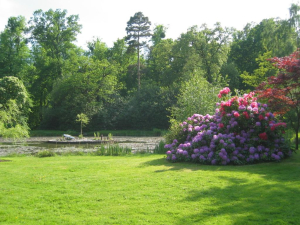
jardins de Bulstrode

Margaret Bentinck, l'épouse du 2e duc utilise la maison pour accueillir sa collection d'histoire naturelle et d'antiquités, le côté sud-ouest du parc étant utilisé pour les spécimens vivants (appelé Menagerie Wood aujourd'hui). Les botanistes Joseph Banks et Daniel Solander font don de nombreuses plantes exotiques à la douairière pour l'aider à développer les jardins de Bulstrode, qui deviennent l'inspiration des «mosaïques en papier» florales de Mme Mary Delany, maintenant conservées à la British Museum Library, qui ont été grandement admirées par Reine Charlotte .
Leur fils, le 3e duc est un collectionneur de marbre et de verre, et joue un rôle important dans le prêt du vase romain de Portland à Josiah Wedgwood. Après que le 4e duc de Portland ait hérité du titre en 1809, il décide de vendre Bulstrode et Edward St Maur (11e duc de Somerset) achète la maison en 1811.

## Maison actuelle
Edward Seymour (12e duc de Somerset) commande le manoir actuel, qui est achevé en 1865. Après sa mort, il passe à sa fille, Lady Helen Guendolen Ramsden, puis à son fils, Sir John Frecheville Ramsden .
La maison reste inoccupée jusqu'à la Seconde Guerre mondiale, lorsqu'elle est utilisée pour la formation en tant que RAF Staff College .
Après la guerre, Frecheville Ramsden utilise une partie de la propriété pour des recherches chimiques sur les sous-produits du sisal . Après la mort de Frecheville Ramsden en 1958, le parc est vendu à un agriculteur, et le manoir et les bois sont achetés par la communauté Bruderhof .
En 1966, le Bruderhof déménage aux États-Unis et la propriété est achetée par WEC International, une agence missionnaire chrétienne évangélique, qui restaure progressivement et améliore les parties publiques de l'intérieur de la maison . WEC International vend le manoir à un propriétaire privé en 2016  pour 18 millions de livres sterling .
Bulstrode Street dans le quartier Marylebone de Londres est nommé d'après Bulstrode Park .